# Асх ван Вейк, Титус ван
Асх ван Вейк Титус ван (нидерл. Titus van Asch van Wijck; 29 августа 1849, Утрехт — 9 сентября 1902, Гаага) — нидерландский дворянин, политик, министр колониальных дел и губернатор Суринама. Он был сыном Маттиаса Маргаретуса ван Асх Вейка и внуком Юбера Маттиаса Адриана Яна ван Асх ван Вейка. Занимал пост губернатора Суринама с 1891 по 1896 года. Был министром колониальных дел с 1901 по 1902 года в правительстве Абрахама Кёйпера. Являлся ведущим членом Антиреволюционной партии. Мэр города Амерсфорт с 1883 по 1891 год и с 1900 по 1901 год. Асх ван Вейк также был членом Палаты Представителей (1881—1884, 1884—1886, 1886—1887, 1887—1888, 1888—1891). В Сенате Нидерландов (1896—1901). Член муниципального совета Гааги (1898—1900).